# Tomáš Zajíc
Tomáš Zajíc (Suchov, 12 agosto 1996) è un calciatore ceco, attaccante del Vyškov in prestito dalla Dyn. Č. Budějovice.

## Caratteristiche tecniche
È un centravanti di sfondamento.

## Carriera
Cresciuto nelle giovanili dello Slovácko, ha esordito in prima squadra il 20 febbraio 2015 in occasione del match di campionato perso 2-1 contro il Jablonec.